# Corlățel (gmina)
Corlățel – gmina w Rumunii, w okręgu Mehedinți. Obejmuje miejscowości Corlățel i Valea Anilor. W 2011 roku liczyła 1366 mieszkańców.